# Katale
Katale ist eine Siedlung im Territorium Masisi, das sich in der Provinz Nord-Kivu im Osten der Demokratischen Republik Kongo befindet.

## Geographie
Katale liegt etwa 12 Kilometer südöstlich der Stadt Masisi.

## Geschichte
Im Januar 2025 wurde die Siedlung, die als wichtiges Bollwerk der kongolesischen Streitkräfte (FARDC) diente, von der Rebellengruppierung M23 eingenommen. Diese rückte weiter auf die Stadt Masisi vor, die sie am 4. Januar eroberte. Zivilisten flohen aus der Region.